# M et le 3e Secret
Pour plus de détails, voir Fiche technique et Distribution.
M et le 3e Secret est un documentaire sorti en 2014 au cinéma, réalisé par Pierre Barnérias et produit par Tprod. 

## Synopsis
Ce film documentaire de 110 minutes est une enquête sur les apparitions de la Vierge Marie et, plus particulièrement, celle de Fatima en 1917 où elle aurait révélé trois secrets à des enfants. Pierre Barnérias y accuse le Vatican d’avoir sciemment caché le troisième secret de la Vierge Marie à Fatima,. L'enquête est réalisée sur 4 ans, dans plus de 13 pays.

## Fiche technique
- Musique : Thierry Durel
- Montage : Antoine Cuisnier
- Réalisateur : Pierre Barnérias
- Producteur : Tprod
- Distribution : Tprod Distribution
- Budget : 704 000 €
- Format : couleur • 1.85 : 1 • 35mm - Video (HDTV) - Dolby Digital • DTS
- Langue : français
- Pays :  France
- Narrateurs / Voix off
- André Dussollier : version française
- Hélène Ségara : version française